# Szimuláció
A szimuláció olyan vizsgálat, amikor egy rendszer, folyamat fizikai vagy számítógépes modelljén tanulmányozzák a rendszer várható, illetve valódi viselkedését.

## Folyamata
A modelltől és az alkalmazott eljárástól függően számos szimulációs megoldás létezik. A modell lehet az eredeti jelenségtől vagy folyamattól csak léptékben eltérő, de egyébként azonos jelhordozó közegre felépített kísérleti berendezés (például vízépítési műtárgyak hatásának vizsgálatára), vagy az eredeti jelhordozóktól különböző, de azokkal azonos módon viselkedő közegre épített fizikai modell (pl. mechanikai feszültségmezők utánzása optikai eszközökkel, hidraulika leképezése villamos erőterekkel stb.).

## Az informatikában
Diszkrét események szimulációjánál egy bonyolult rendszert vizsgálnak, amelyben számos esemény következik, illetve következhet be. A rendszer számítógépes modelljén nyomon követik ezeket az eseményeket. Ha a rendszerben véletlen hatások is felléphetnek, akkor ezeket pszeudovéletlen számok felhasználásával imitálják. A szimulációs modell futása alatt a rendszer működése szempontjából fontos események bekövetkezéséről és a rendszert jellemző paraméterekről statisztikát készítenek, amely az értékelés alapja. A matematikai modellben differenciálegyenletek, algebrai egyenletek, táblázatosan összerendelt értékek, sztochasztikus összefüggések stb. írják le a valóságban lezajló folyamatokat. Szűkebb értelemben a szimuláció a folyamat matematikai modelljéből rekonstruálja a jelenségeket. A szimulációs módszerek alapvetően két csoportra oszthatók: a) a paraméterek értékeitől nagymértékben független analitikus eljárások; b) a konkrét számértékekre támaszkodó numerikus módszerek.

## Egyéb területeken
A szimulációt különböző tudományágakban és műszaki területeken alkalmazzák, egyre bővülő körben, például a meteorológiában, energetikai rendszerekben, csillagászatban, élettudományokban, szociológiában, geológiában.